# Biblioteca Carlos H. Barderi

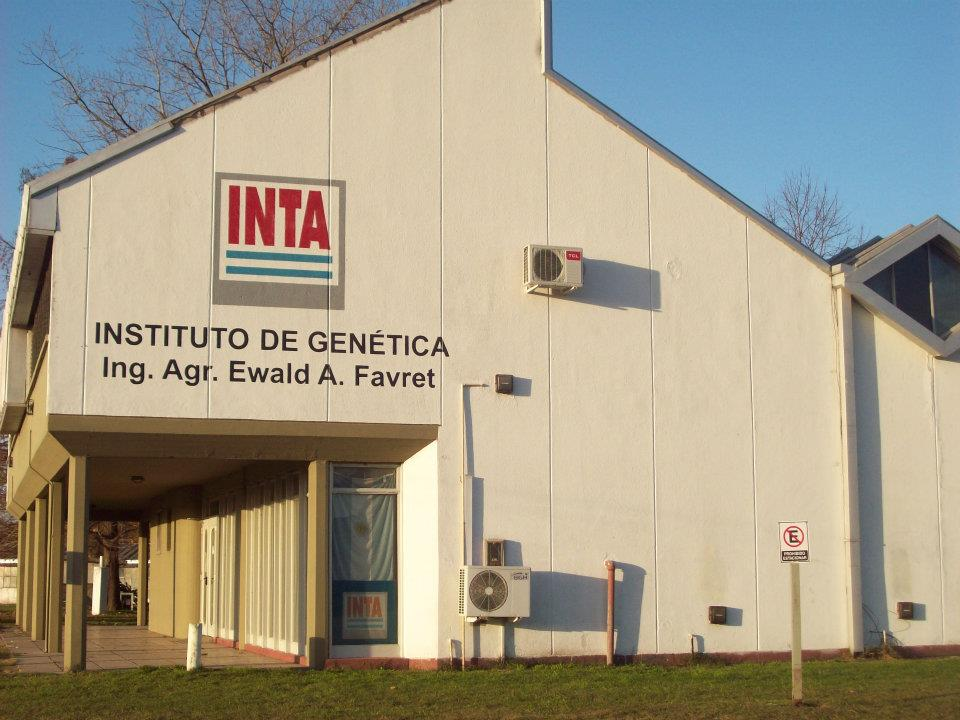
Edificio de la biblioteca Carlos H. Barderi.

La Biblioteca Carlos H. Barderi se encuentra en el Instituto de Genética Ewald A. Favret perteneciente al Centro de Investigaciones en Ciencias Veterinarias y Agronómicas (CICVyA) del Instituto Nacional de Tecnología Agropecuaria (INTA). La misión de la biblioteca es brindar información actualizada, confiable y de calidad, en el área de Genética, Biotecnología y Ciencias Veterinarias a investigadores, becarios, estudiantes, técnicos, emprendedores y al público en general en los formatos más convenientes.

## Historia
La Biblioteca del Instituto de Genética tiene sus comienzos en el año 1945 aproximadamente. En principio funcionó dentro del edificio central y luego de varios años se creó el edificio donde funciona en la actualidad.

## Servicios y actividades
- Servicio de referencia: búsquedas (temáticas, específicas), diseminación selectiva de la información (DSI) a medida de las necesidades de los usuarios
- Escaneos
- Reprografía
- Procesamiento de la información
- Carga de la información en BD
- Repositorio institucional INTA Digital

- Datos: Q97172628